# (23400) A913 CF
أي 913 سي أف (ويعرف أيضًا باسم (23400) أي 913 سي أف وفق تسمية الكوكب الصغير) (بالإنجليزية: A913 CF)‏ هو كويكب ضمن حزام الكويكبات؛ وترتيبه 23400 من حيث الاكتشاف.
اكتُشف هذا الجُرم الفلكي بواسطة هيبر كروتس في 11 فبراير 1913.

## وصلات خارجية
- (23400) A913 CF في قاعدة بيانات مختبر الدفع النفاث لأجرام النظام الشمسي الصغيرة

- الاكتشاف · مخطط المدار ·  العناصر المدارية · المعلمات المادية

- (23400) A913 CF على موقع ويكي سكاي: DSS2, SDSS, GALEX, IRAS, Hydrogen α, X-Ray, Astrophoto, Sky Map, Articles and images